# Galatsi
Galatsi (tiếng Hy Lạp: ?) là một khu tự quản ở vùng Attiki, Hy Lạp. Khu tự quản Galatsi có diện tích 4 km², dân số theo điều tra ngày 18 tháng 3 năm 2001 là 63418 người.